# Ank Bijleveld
Anna Theodora Bernardina (Ank) Bijleveld-Schouten (IJsselmuiden, 17 maart 1962) is een Nederlands politica en bestuurster. Ze is lid van het CDA. Sinds 1 maart 2023 is ze voorzitter van het Kapittel voor de Civiele Orden.
Daarvoor was ze waarnemend burgemeester van Almere (2022-2023), minister van Defensie in het kabinet-Rutte III (2017-2021), commissaris van de Koning in Overijssel (2011-2017) en staatssecretaris van Binnenlandse Zaken en Koninkrijksrelaties in het kabinet-Balkenende IV (2007-2010).
Eerder was ze burgemeester van Hof van Twente (2001-2007), Tweede Kamerlid (1989-2001 en 2010) en gemeenteraadslid van Enschede (1986-1989).

## Biografie
Bijleveld ging van 1974 tot 1980 naar het gymnasium-α te op het Dominicus College in Nijmegen. Na het behalen van haar diploma studeerde zij van 1980 tot 1986 bestuurskunde aan de toenmalige Technische Hogeschool Twente. Na haar afstuderen was zij van 1986 tot 1989 beleidsmedewerker bij de gemeente Hengelo en was zij namens het CDA gemeenteraadslid in Enschede.

### Tweede Kamerlidmaatschap
In 1989 verruilde ze het oosten voor Den Haag, toen ze werd geïnstalleerd als lid van de Tweede Kamer. In de jaren die volgden, werkte zij zich op tot vicefractievoorzitter van het CDA. Geheel onverwacht vertrok zij in 2001 uit de Tweede Kamer om burgemeester te worden van de nieuw gevormde gemeente Hof van Twente.

### Staatssecretaris van Binnenlandse Zaken en Koninkrijksrelaties
Bijleveld was van 22 februari 2007 tot 14 oktober 2010 staatssecretaris van Binnenlandse Zaken en Koninkrijksrelaties in het kabinet-Balkenende IV, waar ze verantwoordelijk was voor de staatkundige hervorming van de Nederlandse Antillen. Zij bekleedde eveneens diverse bestuursfuncties binnen het CDA.

### Commissaris van de koning(in) in Overijssel
Bij de Tweede Kamerverkiezingen 2010 stond ze op de kandidatenlijst van het CDA en werd ze opnieuw gekozen in het parlement. Als gevolg van haar benoeming als commissaris van de Koningin in Overijssel per 1 januari 2011 verliet zij echter binnen enkele maanden de Tweede Kamer.

### Minister van Defensie
In het kabinet-Rutte III was Bijleveld minister van Defensie. Ze werd aangesteld op 26 oktober 2017, de dag van de beëdiging van het kabinet. Toen minister van Binnenlandse Zaken Kajsa Ollongren van 1 november 2019 tot 14 april 2020 vanwege ziekte afwezig was, was Bijleveld tijdelijk minister voor de AIVD. In navolging van Sigrid Kaag bood Bijleveld op 17 september 2021 haar ontslag aan als minister, na het met een krappe meerderheid door de Tweede Kamer aannemen van een motie van afkeuring omtrent de evacuatie van Afghanen in Afghanistan. Het ontslag werd nog dezelfde dag door de Koning verleend.

#### Bombardement op Hawija
In oktober 2019 brachten NRC Handelsblad en NOS na onderzoek naar buiten dat een bombardement begin juni 2015 op de Iraakse stad Hawija uitgevoerd was door Nederlandse F16's. Dit bombardement op een wapenopslag leidde tot zeventig burgerdoden. Bijlevelds voorganger, Jeanine Hennis-Plasschaert, was hiervan op de hoogte, maar had de Tweede Kamer hierover verkeerd geïnformeerd. Vanuit de Tweede Kamer kwam er kritiek op Bijleveld, omdat ook zij de Kamer hierover eerder had kunnen informeren. Op 5 november 2019 diende GroenLinks-Kamerlid Isabelle Diks daarom ook een motie van wantrouwen in. Bijleveld overleefde deze motie met slechts de steun van de coalitiepartijen (VVD, D66, CDA, CU), de SGP en de eenmansfractie Van Haga. In dit Kamerdebat stelden Rutte en Bijleveld dat het aantal van zeventig burgerdoden niet vaststond en dat dit ook niet bekend was bij het Amerikaanse leger. Uit navraag van NRC en NOS bij het Amerikaanse leger bleek dit aantal wel degelijk bekend te zijn. Dat journalisten wel aan deze informatie konden komen, leidde tot een vierde debat over dit bombardement. In debat werd wederom een motie van wantrouwen ingediend, waarbij ze de steun behield van dezelfde partijen plus FVD.

### Waarnemend burgemeester van Almere
Met ingang van 17 januari 2022 werd Bijleveld benoemd tot waarnemend burgemeester van Almere, nadat Franc Weerwind op 10 januari dat jaar werd benoemd tot minister voor Rechtsbescherming in het kabinet Rutte IV. In haar portefeuille had zij Bestuur, Openbare Orde, Veiligheid en Internationale Samenwerking. Tijdens haar burgemeesterschap had ze onder andere te maken met de Floriade 2022, die een groot financieel verlies opleverde voor Almere. Bijleveld bleef tot 1 maart 2023 aan als waarnemend burgemeester. Ze werd opgevolgd door Hein van der Loo.

## Nevenfuncties
Bijleveld werd in 2011 voorzitter van het Nationaal Comité 200 jaar Koninkrijk. Op 23 september 2022 werd bekendgemaakt dat de Rijksministerraad, op voorstel van de minister van Binnenlandse Zaken en Koninkrijksrelaties, heeft besloten Bijleveld voor te dragen voor benoeming bij koninklijk besluit als nieuwe voorzitter van het Kapittel voor de Civiele Orden. De benoeming ging in op 1 maart 2023. Op 7 februari 2025 werd bekendgemaakt dat de ministerraad, op voorstel van de minister van Binnenlandse Zaken en Koninkrijksrelaties, heeft ingestemd met de benoeming van Bijleveld tot lid van het Adviescollege rechtspositie politieke ambtsdragers (ARPA). De benoeming gaat in op 1 maart 2025.

## Persoonlijk
Bijleveld is getrouwd met Riekele Bijleveld en is lid van de Rooms-Katholieke Kerk. Haar man zit voor het CDA in de gemeenteraad van Hof van Twente. Ze is de oudere zus van Bea Schouten, die ook politica is.

## Onderscheidingen
- Ridder in de Orde van Oranje-Nassau (16 januari 2001)
- Officier in de Orde van Oranje-Nassau (8 november 2017)

- Nederlandse Thesaurus van Auteursnamen: 403881935
- Parlement.com: vg09llqhx5zv
- Virtual International Authority File: 209147266818535481479
- WorldCat: E39PBJrrCppXC6DkWpRjwVgHYP